# Саша
Саша (Sasha) е псевдонимът на Александър Пол Коу (Alexander Paul Coe), уелски диджей и музикален продуцент. Започва кариерата си като пуска асид хаус денс музика в края на 1980-те години.
Партнира си с диджей Джон Дигуийд през 1993 г., като прави турнета в чужбина и продуцира редица миксове (компилации от работата на други творци, изпълнявани като една цялостна творба).
Саша е ремиксирал парчета за творци като Мадона, Кемикъл Брадърс и Хот Чип. Неговият ремикс на Феликс Да Хаускет „Watching Cars Go By“ му носи номинация за Грами през 2004 г. Ремиксирането и продуцирането на Саша често комбинират различни жанрове от електронната музика, което затруднява критиците при посочването на конкретния му музикален стил. Това проличава особено в дебютния му албум с авторска продукция Airdrawndagger.
Вече придобил слава като продуцент и диджей, Саша работи с по-млади диджеи и продуценти като Би Ти и Джеймс Забиела, като неговото влияние се усеща в тяхната работа. Има заслуга за популяризирането на технологическите иновации, като използва концертна звуково-инженерна техника, заменяйки традицията да се използват плочи и грамофони. Въпреки променящите се тенденции в електронната денс музика, Саша продължава да изпълнява пред големи денс аудитории. През 2007 г. сформира звукозаписна компания с Ренесанс Рекърдс, наречена Ем Файър, която е ексклузивният източник на неговата нова музика. Мениджъри на Саша са Три Сикс Зиро Груп.